# Pedro de Felipe
Pedro de Felipe (Madrid, 1944. július 18. – Madrid, 2016. április 12.) válogatott spanyol labdarúgó, hátvéd.

## Pályafutása

### Klubcsapatban
1962 és 1964 között a Rayo Vallecano labdarúgója volt. 1964-ben szerződött a Real Madridhoz, ahol öt bajnoki címet (1964–65, 1966–67, 1967–68, 1968–69, 1971–72) és egy spanyol kupa-győzelmet (1970) ért el a csapattal. Tagja volt az 1965–66-os idényben BEK-győztes csapatnak. 1972 és 1978 között az Espanyol csapatában szerepelt. 1978-ban fejezte be az aktív labdarúgást.

### A válogatottban
1973-ban egy alkalommal szerepelt a spanyol válogatottban.

## Sikerei, díjai
Real Madrid
- Spanyol bajnokság
  - bajnok: 1964–65, 1966–67, 1967–68, 1968–69, 1971–72
- Spanyol kupa
  - győztes: 1970
  - döntős: 1968
- Bajnokcsapatok Európa-kupája (BEK)
  - győztes: 1965–66

## Statisztika

### Mérkőzése a spanyol válogatottban
| Spanyolország | Spanyolország     | Spanyolország            | Spanyolország | Spanyolország | Spanyolország | Spanyolország | Spanyolország | Spanyolország |
| #             | Dátum             | Helyszín                 | Hazai         | Eredmény      | Vendég        | Kiírás        | Gólok         | Esemény       |
| ------------- | ----------------- | ------------------------ | ------------- | ------------- | ------------- | ------------- | ------------- | ------------- |
| 1.            | 1973. október 17. | Isztambul, İnönü Stadion | Törökország   | 0 – 0         | Spanyolország | barátságos    | -             |               |
|               | Összesen          |                          |               | 1             | mérkőzés      |               | 0             | gól           |